# Schinopsis lorentzii
Il quebracho rosso (Schinopsis lorentzii (Griseb.) Engl., 1880 è una pianta appartenente alla famiglia delle Anacardiacee, nota anche come quebracho colorado santiagueño.
Dalla sua corteccia si ricava l'estratto di quebracho utilizzato per la concia delle pelli e in tintoria.